# Eliton Júnior
Eliton Pardinho Toreta Júnior (São Mateus, 28 gennaio 1998) è un calciatore brasiliano, centrocampista del Tirana.

## Carriera
Il 1º febbraio 2018 viene acquistato a titolo definitivo dai bulgari della Lokomotiv Plovdiv. Il 15 maggio 2019 la squadra vince la Coppa di Bulgaria 2018-2019 battendo il Botev Plovdiv in finale, partita in cui Eliton Júnior rimane però in panchina. Il successivo 4 settembre, il club annuncia la risoluzione consensuale del contratto con il giocatore.
Nel gennaio del 2020 Eliton Júnior inizia a giocare per il Red Bull Brasil, squadra impegnata nel Campeonato Paulista Série A2.
Nel gennaio del 2022 approda invece nella massima serie svedese con l'ingaggio da parte del Varberg valido fino all'estate del 2025. Dopo un anno e mezzo, con il club ultimo nell'Allsvenskan 2023 a stagione in corso, Eliton Júnior chiede e ottiene la cessione venendo girato in prestito ai finlandesi del KuPS con cui termina l'annata, mentre in Svezia i neroverdi si confermano ultimi in classifica e retrocedono. A fine anno il giocatore rescinde così consensualmente il proprio contratto con il Varberg.
Nel gennaio del 2024 si accasa in Georgia, alla T'orp'edo Kutaisi.

## Palmarès

### Club

#### Competizioni nazionali
- Coppa di Bulgaria: 1

Lokomotiv Plovdiv: 2018-2019